# San Antonio Acutla
San Antonio Acutla è un comune del Messico, situato nello stato di Oaxaca.